# Roquetaillade
Roquetaillade är en kommun i departementet Aude i regionen Occitanien  i södra Frankrike. Kommunen ligger  i kantonen Couiza som ligger i arrondissementet Limoux. År 2018 hade Roquetaillade 210 invånare.

## Befolkningsutveckling
Antalet invånare i kommunen Roquetaillade
Referens: INSEE